# Llista de sistemes multiplanetaris
| velocitat radial trànsit | temporització detecció directa microlent |

A data 1 març 2025, segons l'Extrasolar Planets Encyclopaedia, hi ha 7416 exoplanetes confirmats en 5088 sistemes planetaris, amb 1035 sistemes que tenen més d'un planeta.. Les estrelles amb més planetes confirmats són el nostre Sol i Kepler-90 amb 8 cadascú, mentre les estrelles amb 7 exoplanetes confirmats són HD 10180, HR 8832 i TRAPPIST-1; el 2012, es van suggerir dos candidats més per a HD 10180.

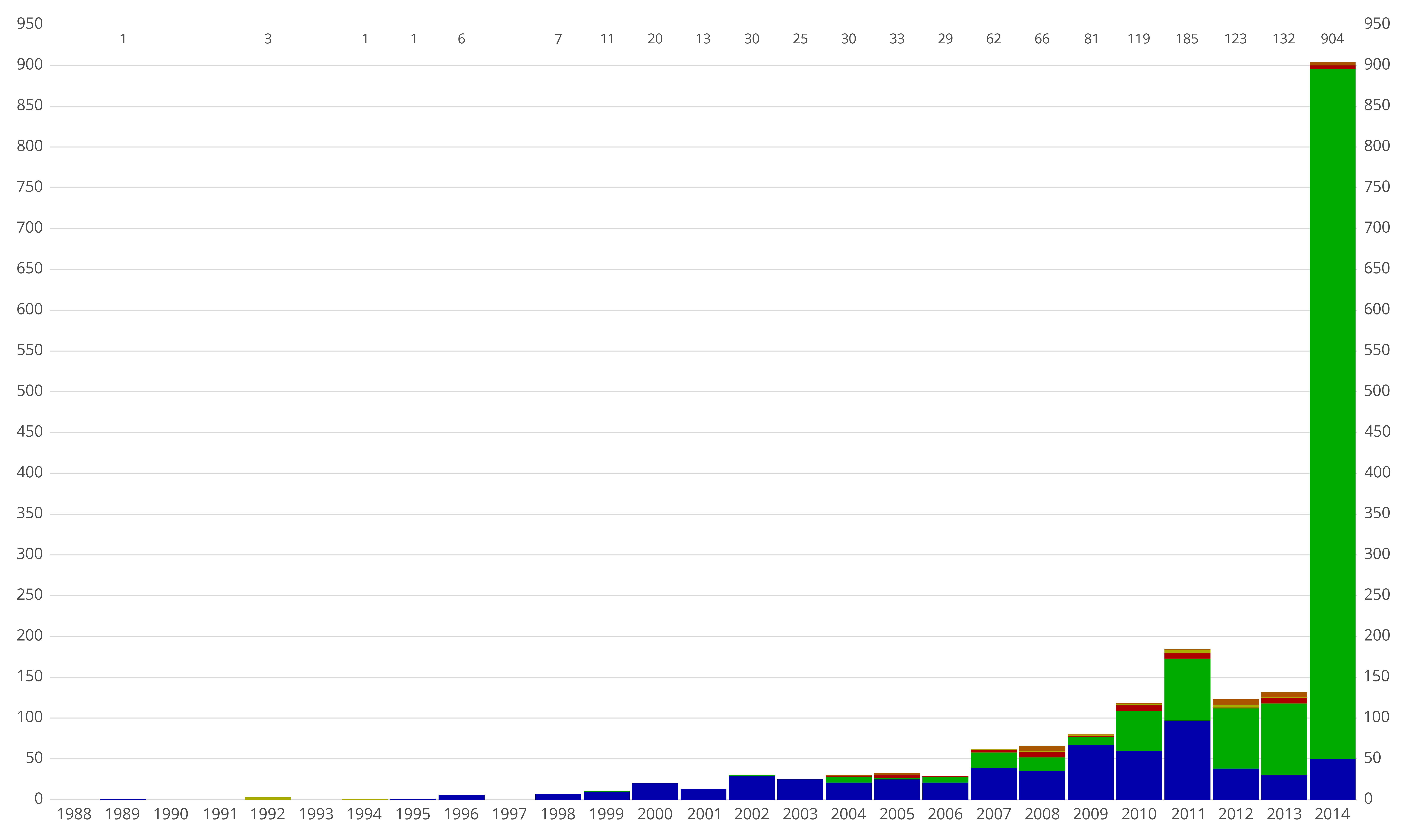
Nombre de descobriments de planetes extrasolars per any fins al setembre de 2014. Els colors indiquen el mètode de detecció.
velocitat radial
trànsit
temporització
detecció directa
microlent

Alguns dels sistemes multiplanetaris s'enumeren a continuació segons la distància de l'estrella des de la Terra. Gliese 876, amb 4 exoplanetes confirmats, és el sistema multiplanetari més proper a 15 anys llum del sistema solar. Es coneixen un total de 12 sistemes que estan a més de 50 anys llum de distància, però la majoria estan molt més lluny. El sistema multiplanetari confirmat més llunyà és OGLE-2012-BLG-0026L, a 13.300 anys llum de distància.
La taula següent conté informació sobre les coordenades, les propietats físiques i espectrals i la quantitat de planetes confirmats. Les dues propietats estel·lars més importants són la massa i la metal·licitat, ja que determinen com es formen aquests sistemes planetaris. Els sistemes amb més massa i metal·licitat tendeixen a tenir més planetes i planetes més massius.

## Sistemes multiplanetaris
| El color indica el número de planetes | El color indica el número de planetes | El color indica el número de planetes | El color indica el número de planetes | El color indica el número de planetes | El color indica el número de planetes | El color indica el número de planetes |
| ------------------------------------- | ------------------------------------- | ------------------------------------- | ------------------------------------- | ------------------------------------- | ------------------------------------- | ------------------------------------- |
| 2                                     | 3                                     | 4                                     | 5                                     | 6                                     | 7                                     | 8                                     |

- Cal afegir: Gliese 433, Gliese 785, HD 136352, Gliese 439, Gliese 253, HD 7449, HIP 49067, UZ Fornacis

## Estrelles orbitades per dos planetes i nanes marrons
Estrelles orbitades per objectes a banda i banda de la línia divisòria de 13 masses jovianes.
- 54 Piscium (HD 3651)
- HD 168443

## Estadístiques del sistema planetari
| - 55 Cancri - Kepler-32 - Kepler-33 - Kepler-55 - Kepler-62 - Kepler-80 - Kepler-84 - Kepler-102 - Kepler-154 - Kepler-169 | - Kepler-186 - Kepler-238 - Kepler-292 - Kepler-296 A - Kepler-444 |

| - HD 141399 - HR 8799 - HD 215152 - Gliese 581 - Gliese 676 - Gliese 876 - Kepler-24 - Kepler-26 - Kepler-37 - Kepler-48 | - Kepler-49 - Kepler-79 - Kepler-82 - Kepler-85 - Kepler-89 - Kepler-106 - Kepler-107 - Kepler-122 - Kepler-132 - Kepler-150 | - Kepler-167 - Kepler-172 - Kepler-176 - Kepler-197 - Kepler-208 - Kepler-215 - Kepler-220 - Kepler-221 - Kepler-223 - Kepler-224 | - Kepler-235 - Kepler-245 - Kepler-251 - Kepler-256 - Kepler-265 - Kepler-282 - Kepler-286 - Kepler-299 - Kepler-304 - Kepler-306 | - Kepler-338 - Kepler-341 - Kepler-342 - Kepler-402 - Kepler-758 - Kepler-1388 - Kepler-1542 - Mu Arae - Upsilon Andromedae - WASP-47 |

| - 47 Ursae Majoris - 61 Virginis - 82 G. Eridani - HD 69830 - HIP 57274 - HD 181433 - HD 37124 - HIP 14810 - HD 125612 - HD 3167 - HD 27894 - YZ Ceti - Kepler-9 - Kepler-18 - Kepler-19 - Kepler-23 - Kepler-25 - Kepler-30 - Kepler-31 - Kepler-42 | - Kepler-46 - Kepler-51 - Kepler-52 - Kepler-53 - Kepler-54 - Kepler-56 - Kepler-58 - Kepler-60 - Kepler-65 - Kepler-68 - Kepler-81 - Kepler-83 - Kepler-92 - Kepler-100 - Kepler-104 - Kepler-114 - Kepler-124 - Kepler-126 - Kepler-127 - Kepler-130 | - Kepler-138 - Kepler-142 - Kepler-148 - Kepler-149 - Kepler-157 - Kepler-164 - Kepler-166 - Kepler-171 - Kepler-174 - Kepler-176 - Kepler-178 - Kepler-184 - Kepler-191 - Kepler-192 - Kepler-194 - Kepler-198 - Kepler-203 - Kepler-206 - Kepler-207 - Kepler-217 | - Kepler-218 - Kepler-219 - Kepler-222 - Kepler-226 - Kepler-228 - Kepler-229 - Kepler-244 - Kepler-245 - Kepler-247 - Kepler-249 - Kepler-250 - Kepler-253 - Kepler-254 - Kepler-255 - Kepler-257 - Kepler-267 - Kepler-271 - Kepler-272 - Kepler-275 - Kepler-276 | - Kepler-279 - Kepler-288 - Kepler-289 - Kepler-295 - Kepler-298 - Kepler-301 - Kepler-304 - Kepler-305 - Kepler-310 - Kepler-319 - Kepler-325 - Kepler-326 - Kepler-327 - Kepler-331 - Kepler-332 - Kepler-334 - Kepler-336 - Kepler-339 - Kepler-342 - Kepler-350 | - Kepler-351 - Kepler-354 - Kepler-357 - Kepler-359 - Kepler-363 - Kepler-372 - Kepler-374 - Kepler-398 - Kepler-399 - Kepler-401 - Kepler-403 - Kepler-431 - Kepler-446 - Kepler-450 - Kepler-454 - Kepler-603 - Kepler-770 - Kepler-1254 - HD 39194 - HD 31527 | - HD 134606 - HD 204313 - HD 82943 - Nu2 Lupi - PSR B1257+12 - HD 7924 - HD 142 |